# 徐克勤 (1907年)
徐克勤（1907年3月15日—2002年12月19日），男，安徽巢县人，中国地质学、矿床学家，中国科学院院士。

## 生平
1934年毕业于國立中央大學理学院地质系。1944年获得美国明尼苏达大学博士学位。1980年当选为中国科学院学部委员（院士）。